# Собеского, 100
Здание по адресу улица Яна III Собеского, 100 в Варшаве — жилой комплекс, расположенный в районе Мокотув польской столицы г. Варшава. 
Построено в конце 1970-х годов по заказу СССР для проживания семей советских дипломатов и работников посольства. 
Согласно городским легендам, в доме проживали шпионы КГБ, в связи с чем в простонародье его назвали «Шпегово» (пол. Szpiegowo, в дословном переводе — Шпионово).
После распада Советского Союза между Россией (правопреемницей СССР) и Польшей неоднократно возникал вопрос о праве собственности на здание. 
В 2022 году, после начала российского вторжения на Украину заброшенный комплекс был изъят польскими властями и передан во владение Варшавскому городскому совету, который обязался использовать его в интересах украинских беженцев.

## История
В 1974 году Советский Союз и Польская Народная Республика заключили соглашение о предоставлении друг другу прав на земельные участки в Варшаве и Москве соответственно для обеспечения жильём своих дипломатов. Москве было предоставлено девять участков по всей Варшаве, в том числе земельный участок на улице Собеского, 100. Однако, как сообщается, соглашение о собственности на этот участок так и не было нотариально заверено, поэтому имущество формально оставалось польской собственностью.
Комплекс был спроектирован польскими архитекторами Янушем Новаком и Петром Сембратом. Строительство началось в 1977 году и завершилось спустя год. Он состоит из двух модернистских бетонных многоэтажек (соединённых надземным переходом), в которых было предусмотрено около 100 квартир. Помимо жилых помещений в доме и на прилегающей к нему территории располагались также детский сад, телефонная станция, парикмахерская, сауна, баскетбольная площадка и кинотеатр. Весь комплекс был окружён прочным забором из стали и мрамора с колючей проволокой и камерами слежения, в восточной его части размещён пруд.
Дом на Собеского, 100 был предоставлен для проживания семей сотрудников посольства СССР в Польше. Жители комплекса покинули его после распада Советского Союза в середине 1990-х годов, хотя он по-прежнему оставался огороженным и охраняемым. 
В 1998 году имущество было ненадолго сдано в аренду фирме «Fart», в штате которой числилось большое количество бывших польских агентов коммунистической эпохи страны. 
С середины 2000-х до 2017 года в комплексе действовал ночной клуб «Club 100», открытый только для владельцев российских паспортов.
Принадлежность здания и прилегающего к нему участка годами была причиной споров между Польшей и Россией. Российская сторона неоднократно заявляла о праве собственности на это имущество и отказывалась платить за аренду территории. 
В октябре 2016 года Варшавский окружной суд вынес заочное решение, обязывающее правительство России вернуть имущество городу. 
В апреле 2017 года тот же суд обязал российские власти выплатить 7,8 миллиона злотых (около 1,7 миллионов евро) в качестве арендной платы за бездоговорное использование имущества.
Утром 11 апреля 2022 года к дому прибыли судебные исполнители с требованием передать его польской госказне в лице мэрии Варшавы. На место приехал заведующий консульским отделом посольства России, который заявил, что здание является объектом российской дипломатической недвижимости, и российская сторона не даёт согласия на его захват. Однако протест был проигнорирован. 
Глава Варшавы Рафал Тшасковский заявил, что здание будет передано «нашим украинским друзьям». Предполагалось, что комплекс будет использован для размещения беженцев с Украины, прибывших после российского вторжения в эту страну в 2022 году. Андрей Дещица, посол Украины в Польше, заявил, что его страна заинтересована в долгосрочной аренде этого комплекса и предположил, что его можно было бы использовать под школу или украинский культурный центр.